# Kaimioaivi
Kaimioaivi är ett berg i Finland. Det ligger i Utsjoki kommun i landskapet Lappland, i den norra delen av landet, 1 100 km norr om huvudstaden Helsingfors. Toppen på Kaimioaivi är 571 meter över havet. Kaimioaivi ingår i Paistunturit.
Terrängen runt Kaimioaivi är platt norrut, men söderut är den kuperad.  Trakten runt Kaimioaivi är nära nog obefolkad, med mindre än två invånare per kvadratkilometer. Det finns inga samhällen i närheten. Omgivningarna runt Kaimioaivi är i huvudsak ett öppet busklandskap.